# Kristian Hammer
Kristian Hammer (Narvik, 20 de marzo de 1976) es un deportista noruego que compitió en esquí en la modalidad de combinada nórdica.
Ganó tres medallas en el Campeonato Mundial de Esquí Nórdico, en los años 2001 y 2005. Participó en tres Juegos Olímpicos de Invierno, entre los años 1988 y 2006, ocupando el quinto lugar en Salt Lake City 2002, en la prueba por equipo.

## Palmarés internacional
| Campeonato Mundial | Campeonato Mundial    | Campeonato Mundial | Campeonato Mundial       |
| Año                | Lugar                 | Medalla            | Prueba                   |
| ------------------ | --------------------- | ------------------ | ------------------------ |
| 2001               | Oberstdorf (Alemania) | Medalla de oro     | TN + 4 × 5 km por equipo |
| 2005               | Oberstdorf (Alemania) | Medalla de oro     | TN + 4 × 5 km por equipo |
| 2005               | Oberstdorf (Alemania) | Medalla de bronce  | TG + 7,5 km individual   |